# Гуров, Вячеслав Николаевич
Вячеслав Николаевич Гуров (род. 1971, Раменское, Московская область) — российский военачальник, гвардии генерал-майор (2019).

## Биография
Родился в 1971 году в Раменском Московской области. По собственным словам, из его школьного выпуска семь человек отправилось в армию. Окончил Ачинское военно-авиационное училище имени 60-летия ВЛКСМ, Общевойсковую академию ВС РФ (2012-2014) и Военную академию Генерального штаба ВС РФ. К началу перестройки работал инженером авиационно-технического отряда; в связи с сокращением Вооружённых Сил перевёлся в Сухопутные войска.
Участник второй чеченской войны, с октября 1999 по март 2000 года воевал в составе группировки войск «Север»: в частности, 20 октября 1999 года участвовал в сражении за высоту 382.0 на Терском хребте. Среди погибших в бою были командир взвода Константин Ситкин, который обнаружил огневую точку и предупредил остальных, а также младший сержант Алексей Мороховец, прикрывавший командира. Бойцы Гурова взяли высоту, зайдя в правый фланг, за что потом Гуров был отмечен орденом Мужества. Участник штурма Грозного, награждён медалью ордена «За заслуги перед Отечеством» с мечами за взятие города. Проходил службу на всех основных командирских должностях (от командира роты до командира полка), звание полковника присвоено в марте 2007 года.
В январе 2010 года назначен командиром мотострелковой бригады. 30 марта 2011 года указом Президента Российской Федерации Дмитрия Медведева в звании полковника был назначен командиром 6-й отдельной танковой Ченстоховской бригады 20-й гвардейской армии, освобождён от занимаемой должности 20 января 2012 года.
Командир 74-й отдельной гвардейской мотострелковой Звенигородско-Берлинской бригадой (в/ч 21005) (2014—2017).
В 2017—2019 годах — командир 90-й гвардейской танковой Витебско-Новгородской дивизии, командующий Коллективными миротворческими силами ОДКБ. Присвоено звание генерал-майора указом Президента РФ Владимира Путина от 11 июня 2019 года. В 2019—2021 годах — заместитель командующего 2-й гвардейской общевойсковой армии Центрального военного округа. С мая 2021 года — начальник штаба 58-й общевойсковой армии Южного военного округа.
В феврале 2022 года назначен на должность командующего 2-й гвардейской армии Центрального военного округа.
По состоянию на май 2024 года — заместитель командующего группировкой войск (сил) Вооруженных Сил Российской Федерации в Сирийской Арабской Республике.
Воспитывает двух сыновей. Младший Егор (род. 9 мая 1995).

## Награды
- Два ордена мужества (22 февраля 2000)[1][2][11]
- Орден «За военные заслуги»[2][11]
- Медаль ордена «За заслуги перед Отечеством»[2] II степени с мечами[11] (награждён за штурм Грозного)[1]
- Медаль «За воинскую доблесть» I степени[11]
- Медаль «За отличие в военной службе» I, II и III степеней[11]
- Медали РФ[2][11]